# Психосоциальное развитие

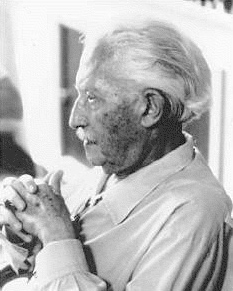
Эрик Эриксон

Психосоциальное развитие, теория — теория психосоциального развития личности, созданная Эриком Эриксоном, в которой он описывает 8 стадий развития личности и делает акцент на развитии Я индивида.
Хотя Эриксон всегда настаивал, что является фрейдистом, критики считали его «Эго-психологом», поскольку, в то время как консервативный фрейдизм в центр внимания ставил Ид, Эриксон акцентировал важность Эго. Если теория развития Фрейда ограничивается только детством, то по мнению Эриксона развитие продолжается всю жизнь, причём каждая из стадий развития отмечается специфичным для неё конфликтом, благоприятное разрешение которого приводит к переходу на новый этап.

## Стадии теории психосоциального развития

### Младенчество
От рождения до года — первая стадия, на которой закладываются основы здоровой личности в виде общего чувства доверия. Главным условием выработки чувства доверия к людям является способность матери так организовать жизнь своего маленького ребёнка, чтобы у него возникло ощущение последовательности, преёмственности и узнаваемости переживаний.
Младенец со сложившимся чувством базового доверия воспринимает своё окружение как надёжное и предсказуемое. Он может переносить отсутствие матери без чрезмерного страдания и тревоги по поводу «отделения» от неё. Главный ритуал — взаимное узнавание, который сохраняется всю последующую жизнь и пронизывает все отношения с другими людьми.
Способы обучения доверию или подозрительности в разных культурах не совпадают, но универсален сам принцип: человек доверяет окружающему миру, исходя из меры доверия к матери. Чувство недоверия, страха и подозрительности появляется, если мать ненадёжна, несостоятельна, отвергает ребёнка. Недоверие может усилиться, если ребёнок перестает быть для матери центром её жизни, когда она возвращается к оставленным ранее занятиям (возобновляет прерванную карьеру или рожает следующего ребёнка).
Надежда, как оптимизм в отношении своего культурного пространства — это первое положительное качество Эго, приобретаемое в результате успешного разрешения конфликта доверие/недоверие.

### Раннее детство
Вторая стадия продолжается от одного до трёх лет и соответствует анальной фазе в теории Зигмунда Фрейда. Биологическое созревание создаёт основу для появления самостоятельных действий ребёнка в целом ряде областей (передвигаться, умываться, одеваться, есть). С точки зрения Эриксона, столкновение ребёнка с требованиями и нормами общества происходит далеко не только при приучении ребёнка к горшку, родители должны постепенно расширять возможности самостоятельного действия и реализации самоконтроля у детей.
Разумная дозволенность способствует становлению автономии ребёнка. В случае постоянной чрезмерной опеки или завышенных ожиданий у него возникает переживание стыда, сомнение и неуверенность в себе, приниженность, слабоволие. Важным механизмом на этом этапе является критическая ритуализация, опирающаяся на конкретные примеры добра и зла, хорошего и плохого, разрешённого и запрещённого, красивого и безобразного. Идентичность ребёнка на этой стадии может быть обозначена формулой: «Я сам» и «Я — то, что я могу».
При удачном разрешении конфликта Эго включает в себя волю, самоконтроль, а при негативном исходе — слабоволие.

### Возраст игры, дошкольный возраст
Третий период -  «возраст игры», от 3 до 6 лет.  Дети начинают интересоваться различными трудовыми занятиями, пробовать новое, контактировать со сверстниками. В это время социальный мир требует от ребёнка активности, решения новых задач и приобретения новых навыков, у него появляется дополнительная ответственность за себя, за более младших детей и домашних животных. Это возраст, когда главным чувством идентичности становится «Я — то, что я буду».
Складывается драматическая (игровая) составляющая ритуала, с помощью которой ребёнок воссоздает, исправляет и научается предвосхищать события. Инициативность связана с качествами активности, предприимчивости и стремлением «атаковать» задачу, испытывая радость от самостоятельного движения и действия. Ребёнок легко идентифицирует себя со значимыми людьми, с готовностью поддается обучению и воспитанию, ориентируясь на конкретную цель. На этой стадии в результате принятия социальных норм и запретов формируется Супер-Эго, возникает новая форма самоограничения.
Родители, поощряя энергичные и самостоятельные начинания ребёнка, признавая его права на любознательность и фантазию, способствуют становлению инициативности, расширению границ независимости, развитию творческих способностей. Близкие взрослые, жёстко ограничивающие свободу выбора, чрезмерно контролирующие и наказывающие детей, вызывают у них слишком сильное чувство вины. Дети, охваченные чувством вины - пассивны, скованны и в будущем мало способны к продуктивному труду.

### Школьный возраст
Четвёртый  период соответствует возрасту от 6 до 12 лет и хронологически сходен с латентным периодом в теории Фрейда. Соперничество с родителем своего пола уже преодолено, происходит выход ребёнка за пределы семьи и приобщение к технологической стороне культуры. В это время ребёнок привыкает к систематическому обучению, учится завоевывать признание, занимаясь полезным и нужным делом.
Термин «трудолюбие», «вкус к работе» отражает основную тему данного периода, дети в это время поглощены тем, что стремятся узнать, что из чего получается и как оно действует. Эго-идентичность ребёнка теперь выражается так: «Я — то, чему я научился». Обучаясь в школе, дети приобщаются к правилам осознанной дисциплины, активного участия. Школа помогает ребёнку развить чувство трудолюбия и достижения, тем самым подтверждая чувство личностной силы. Связанный со школьными порядками ритуал — совершенство исполнения.
Построив на ранних стадиях  чувства доверия и надежды, автономности и "силы желания", инициативности и целеустремлённости, ребёнок теперь должен научиться всему, что может подготовить его к взрослой жизни. Наиболее важные умения, которые он должен приобрести - это аспекты социализации: кооперация, взаимозависимость и здоровое чувство соревнования.
Как одну из главных жизненных задач возрастного периода с 6 до 8 лет Эриксон рассматривает выработку умения оценивать собственную старательность в соответствии с количеством затраченных усилий, а не в соответствии с внешней оценкой.
Если ребёнка поощряют мастерить, рукодельничать, готовить, разрешают довести начатое дело до конца, хвалят за результаты, тогда у него формируется чувство компетентности, "умелости", уверенность в том, что он может освоить новое дело, развиваются способности к техническому творчеству.
Если же родители или учителя видят в трудовой деятельности ребёнка одно баловство и помеху для "серьезных занятий", то появляется опасность выработки у него чувства неполноценности и некомпетентности, сомнения в своих способностях или в статусе среди сверстников.  На этой стадии у ребёнка может развиться комплекс неполноценности, если ожидания взрослых завышены или занижены.
Вопрос, на который отвечают на этом этапе: Способен ли я?

### Юность
Юность, пятая стадия в схеме жизненного цикла Эриксона от 12 до 20 лет, считается самым важным периодом в психосоциальном развитии человека: «Юность — это возраст окончательного установления доминирующей позитивной идентичности. Именно тогда будущее, в обозримых пределах, становится частью сознательного плана жизни». Это вторая важная попытка развития автономности, и она требует бросить вызов родительским и общественным нормам.
Подросток сталкивается с новыми социальными ролями и связанными с ними требованиями. Подростки оценивают мир и отношение к нему. Они размышляют об идеальной семье, религии,  общественном  устройстве мира. Осуществляется стихийный поиск новых ответов на важные вопросы: Кто он есть и кем он станет? Ребёнок он или взрослый? Как его этническая, расовая принадлежность и религия влияют на отношение людей к нему? В чём будет его истинная подлинность, истинное тождество как взрослого человека? Такие вопросы часто вызывают у подростка болезненную озабоченность тем, что другие думают о нём и что он сам должен думать о себе. Ритуализация становится импровизационной, в ней выделяется идеологический аспект. Идеология предоставляет молодым людям упрощённые, но четкие ответы на главные вопросы, связанные с конфликтом идентичности.
Задача подростка состоит в том, чтобы собрать воедино все имеющиеся к этому времени знания о самом себе (какие они сыновья или дочери, студенты, спортсмены, музыканты и т.д.) и создать единый образ себя (эго-идентичность), включающий осознание как прошлого, так и предполагаемого будущего.
Переход от детства к взрослому состоянию вызывает как физиологические, так и психологические изменения. Психологические изменения проявляются как внутренняя борьба между стремлением к независимости, с одной стороны, и желанием сохранить зависимость от тех людей, которые о тебе заботятся, желанием быть свободным от ответственности за то, что ты взрослый человек, - с другой. Сталкиваясь с такой путаницей в своем статусе, подросток всегда ищет уверенность, безопасность, стремясь быть похожим на других подростков своей возрастной группы. У него развиваются стереотипные поведение и идеалы. Группы "равных" очень важны для восстановления самотождественности. Разрушение строгости в одежде и поведении присуще этому периоду.
Положительное качество, связанное с успешным выходом из кризиса периода юности, — это верность себе,  способность сделать свой выбор, найти путь в жизни и оставаться верным взятым на себя обязательствам, принять общественные устои и придерживаться их.
Резкие социальные изменения, неудовлетворённость общепринятыми ценностями Эриксон рассматривает как фактор, мешающий развитию идентичности, способствуя возникновению чувства неопределённости и неспособности выбрать карьеру или продолжить образование. Отрицательный выход из кризиса выражается в плохой самоидентичности, чувстве своей бесполезности, душевного разлада и бесцельности, иногда подростки кидаются в сторону делинквентного поведения. Чрезмерная идентификация со стереотипными героями или представителями контркультуры подавляет и ограничивает развитие идентичности.

### Молодость
Шестая психосоциальная стадия продолжается от 20 до 25 лет и обозначает формальное начало взрослой жизни. В целом это период получения профессии, ухаживания, раннего брака, начала самостоятельной семейной жизни. Интимность (достижение близости) — как  поддержание взаимности в отношениях, слияние с идентичностью другого человека без опасения потерять самого себя.
Способность быть вовлеченным в любовные отношения включает в себя все предыдущие задачи развития:
- человеку, который не доверяет другим, будет трудно довериться самому;
- в случае сомнений и неуверенности, будет тяжело позволить другим пересечь свои границы;
- человеку, который чувствует себя неадекватно, будет трудно сближаться с другими и проявлять инициативу;
- отсутствие трудолюбия приведёт к инертности в отношениях, а непонимание своего места в обществе — к душевному разладу.

Способность к близости становится совершенной, когда человек способен построить близкие партнёрские отношения, даже если они требуют значительных жертв и компромиссов. Способность доверять и любить другого, получать удовлетворение от зрелого сексуального опыта, поиск компромиссов в общих целях - все это свидетельствует об удовлетворительном развитии на стадии молодости.
Положительное качество, которое связано с нормальным выходом из кризиса «интимность/изоляция» — это любовь. Эриксон подчеркивает важность романтической, эротической, сексуальной составляющих, но рассматривает истинную любовь и близость шире — как способность вверять себя другому человеку и оставаться верным этим отношениям, даже если они потребуют уступок или самоотречения, готовность разделить вместе все трудности. Этот тип любви проявляется в отношениях взаимной заботы, уважения и ответственности за другого человека.
Опасность данной стадии - избегание ситуаций и контактов, которые ведут к близости. Избегание опыта близости из боязни «потерять независимость» приводит к самоизоляции. Неспособность устанавливать спокойные и доверительные личные отношения ведёт к чувству одиночества, социального вакуума и изоляции.
Вопрос на который отвечают: Могу ли я иметь интимные отношения?

### Зрелость
Седьмая стадия приходится на средние годы жизни от 26 до 64 лет,  её основная проблема — выбор между продуктивностью (генеративность) и инертностью (стагнация). Важным моментом этой стадии является творческая самореализация.
"Зрелая взрослость" приносит более последовательное, менее неустойчивое чувство себя. "Я" проявляется, давая больше отдачи в человеческих взаимоотношениях: дома, на работе и в обществе. Уже есть профессия, дети стали подростками. Чувство ответственности за себя, других и мир становится более глубоким. В общем, эта стадия включает продуктивную рабочую жизнь и воспитывающий стиль родительства. Развивается способность интересоваться общечеловеческими ценностями, судьбами других людей, задумываться о грядущих поколениях и будущем устройстве мира и общества.
Продуктивность выступает как забота старшего поколения о тех, кто придет им на смену, — о том, как помочь им упрочиться в жизни и выбрать верное направление. Если у взрослых людей способность к продуктивной деятельности настолько выражена, что преобладает над инертностью, то проявляется положительное качество данной стадии — забота.
Трудности в "производительности" могут включать: навязчивое желание псевдоинтимности, сверхидентификация с ребёнком, желание протестовать, как путь решения застоя, нежелание отпускать от себя собственных детей, обеднение личной жизни, самопоглощённость.
Те взрослые люди, кому не удается стать продуктивными, постепенно переходят в состояние поглощённости собой, когда основной предмет заботы — их собственные, личные потребности и удобства. Эти люди не заботятся ни о ком и ни о чём, они лишь потворствуют своим желаниям. С утратой продуктивности прекращается функционирование личности как деятельного члена общества, жизнь превращается в удовлетворение собственных нужд, обедняются межличностные отношения. Это явление, как кризис среднего возраста выражается в чувстве безнадёжности и бессмысленности жизни.
Вопросы, на которые отвечают: Что значит моя жизнь к сегодняшнему дню? Что я собираюсь делать с оставшейся жизнью?

### Старость
Восьмая стадия, старость, начинающаяся после 60-65 лет — это конфликт цельности и безнадёжности. В кульминации здоровое саморазвитие достигает целостности. Это подразумевает принятие себя и своей роли в жизни на самом глубинном уровне и понимание собственного личностного достоинства, мудрости. Основная работа в жизни закончилась, настало время размышлений и забав с внуками.
Человек, который испытывает недостаток целостности, часто хочет прожить свою жизнь ещё раз. Он может рассматривать свою жизнь как слишком короткую, чтобы полностью достичь определённых целей и поэтому может переживать безысходность и недовольство, испытывать отчаяние оттого, что жизнь не сложилась, а начинать все сначала уже поздно, возникает ощущение безнадёжности и страх смерти.
Здоровое решение выражается в принятии собственной жизни и судьбы. Мудрость и принятие жизни взрослого и младенческое доверие к миру глубоко схожи и называются у Эриксона одним термином - integrity (целостность, полнота, чистота).

## Характерные черты стадий психосоциального развития Э.Эриксона
Приобретаемые черты вследствие разрешения конфликтов называются добродетелями («virtues»). Названия добродетелей в порядке их поэтапного приобретения: надежда, воля, цель, уверенность, верность, любовь, забота и мудрость.
Хотя Эриксон и привязал свою теорию к хронологическому возрасту, каждая стадия зависит не только от возрастных изменений человека, а также от социальных факторов: учёба в школе и институте, рождение детей, выход на пенсию и т.п.
| Стадии                         | Возраст  | Благоприятный выход из кризиса      | Добродетели       | Выход из кризиса в минусе | Существенные патологии: базовые антипатии | Радиус значимых взаимоотношений                       | Вопросы                                                                              |
| I. Младенчество                | до 1     | Базисное доверие                    | Надежда и энергия | Базисное недоверие        | Замкнутость                               | Личность матери                                       | Надежен ли мир?                                                                      |
| II. Раннее детство             | 1—3      | Автономия                           | Воля              | Стыд, сомнения            | Принуждение                               | Родители                                              | Я — о’kей?                                                                           |
| III. Дошкольный возраст        | 3—6      | Инициативность, предприимчивость    | Намерение         | Чувство вины              | Торможение                                | Семья                                                 | Как много я могу сделать?                                                            |
| IV. Школьный возраст           | 6—12     | Трудолюбие                          | Компетентность    | Неполноценность           | Инерция                                   | Соседи, школа                                         | Способен ли я?                                                                       |
| V. Юность                      | 12—20    | Идентичность                        | Верность          | Ролевой беспорядок        | Отрицание                                 | Группа сверстников и другие модели лидерства          | Кто я есть?                                                                          |
| VI. Ранняя зрелость, молодость | 20—25    | Интимность                          | Любовь            | Изоляция                  | Исключительность                          | Партнёры в дружбе, сексе, конкуренция, сотрудничество | Могу ли я иметь интимные отношения?                                                  |
| VII. Зрелость                  | 26—64    | Генеративность (производительность) | Забота            | Стагнация (застой)        | Неприятие окружающей среды                | Разделение труда и ведения домашнего хозяйства        | Что значит моя жизнь к сегодняшнему дню? Что я собираюсь делать с оставшейся жизнью? |
| VIII. Старость                 | после 65 | Целостность, интеграция             | Мудрость          | Отчаяние, безвыходность   | Пренебрежение                             | Человечество, «свой круг»                             | Имела ли моя жизнь смысл?                                                            |